# Col de Tricot
Le col de Tricot est un col de France situé dans le massif du Mont-Blanc, au-dessus du val Montjoie.

## Géographie
Le col de Tricot est situé dans l'ouest du massif du Mont-Blanc, sur une ligne de crête descendant de l'aiguille de Bionnassay en direction du mont Vorassay. Le col est encadré par la pointe Inférieure de Tricot au sud-est et le mont Vorassay au nord-ouest et domine les chalets de Miage au sud-ouest et le glacier de Bionnassay au nord-est. En direction du sud-ouest, la vue dégagée permet d'observer le haut du val Montjoie ainsi que le nord du massif du Beaufortain, notamment le mont Joly, le col du Joly et l'aiguille de Roselette.
Le col est accessible en été puisqu'il est franchi par un sentier de randonnée servant de variante au Tour du Mont-Blanc. Le sommet du mont Vorassay est accessible depuis le col par un autre sentier tandis qu'un dernier part du col à flanc de montagne et permet de gagner le refuge de Plan Glacier. En hiver, un itinéraire de ski de randonnée reliant le col de Voza aux chalets de Miage passe par le col.
Au col se trouvent des ruines de bâtiments en pierre sèche, une croix juchée sur un rocher ainsi qu'une porte formée d'une arche en pierre.

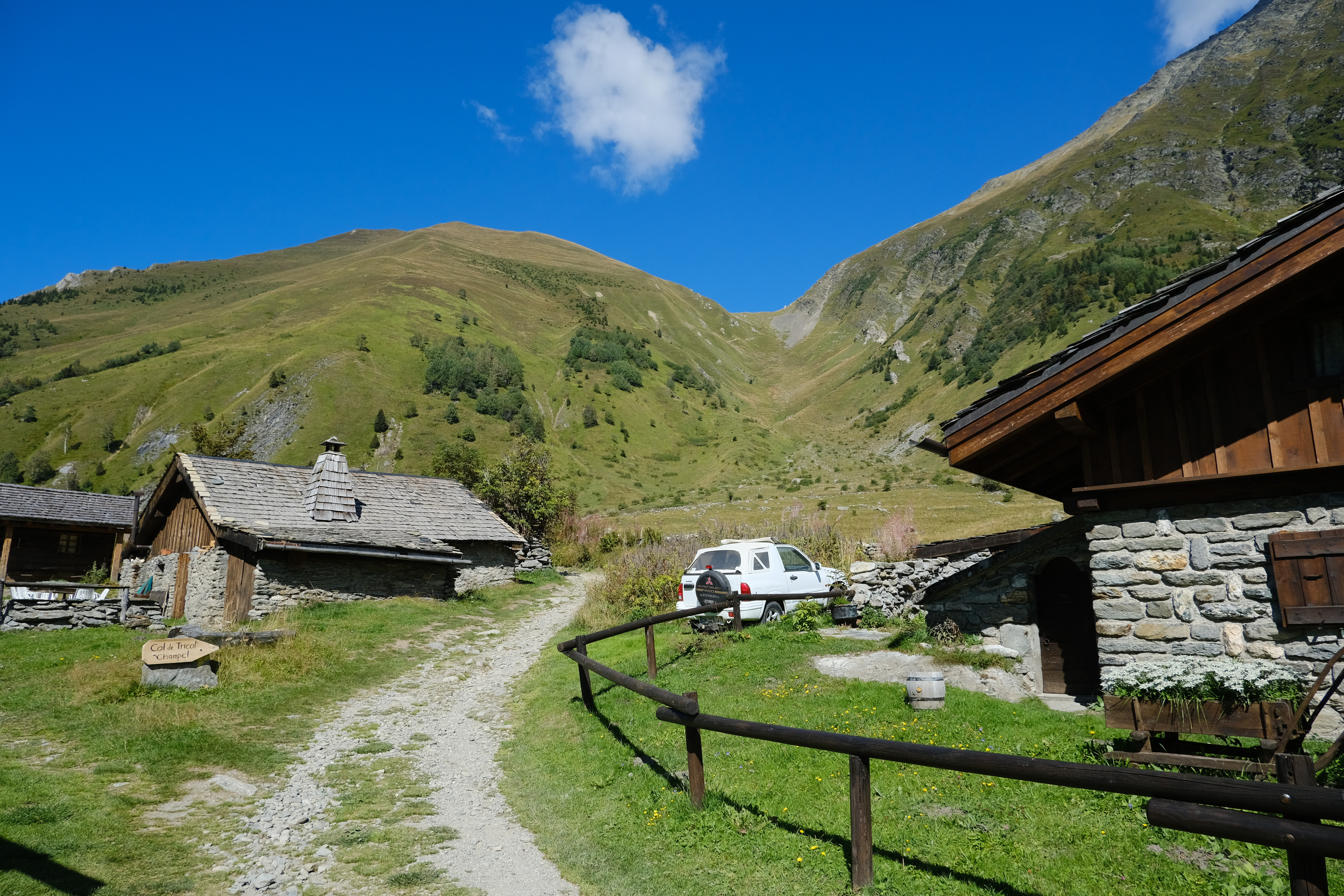
Le col de Tricot et le mont Vorassay vus depuis les chalets de Miage au sud-ouest.

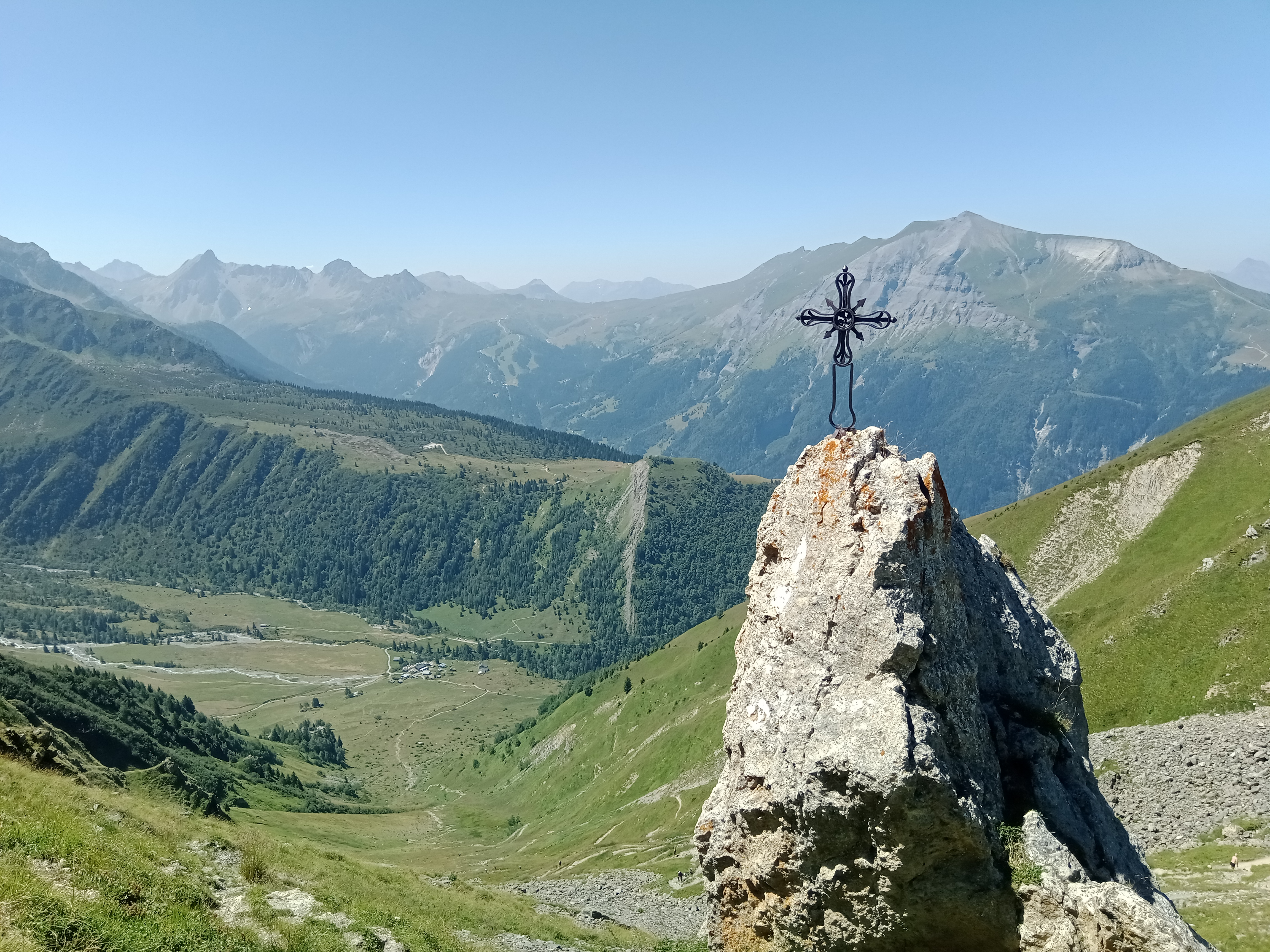
La croix au col de Tricot avec la vue vers le sud en direction du massif du Beaufortain.

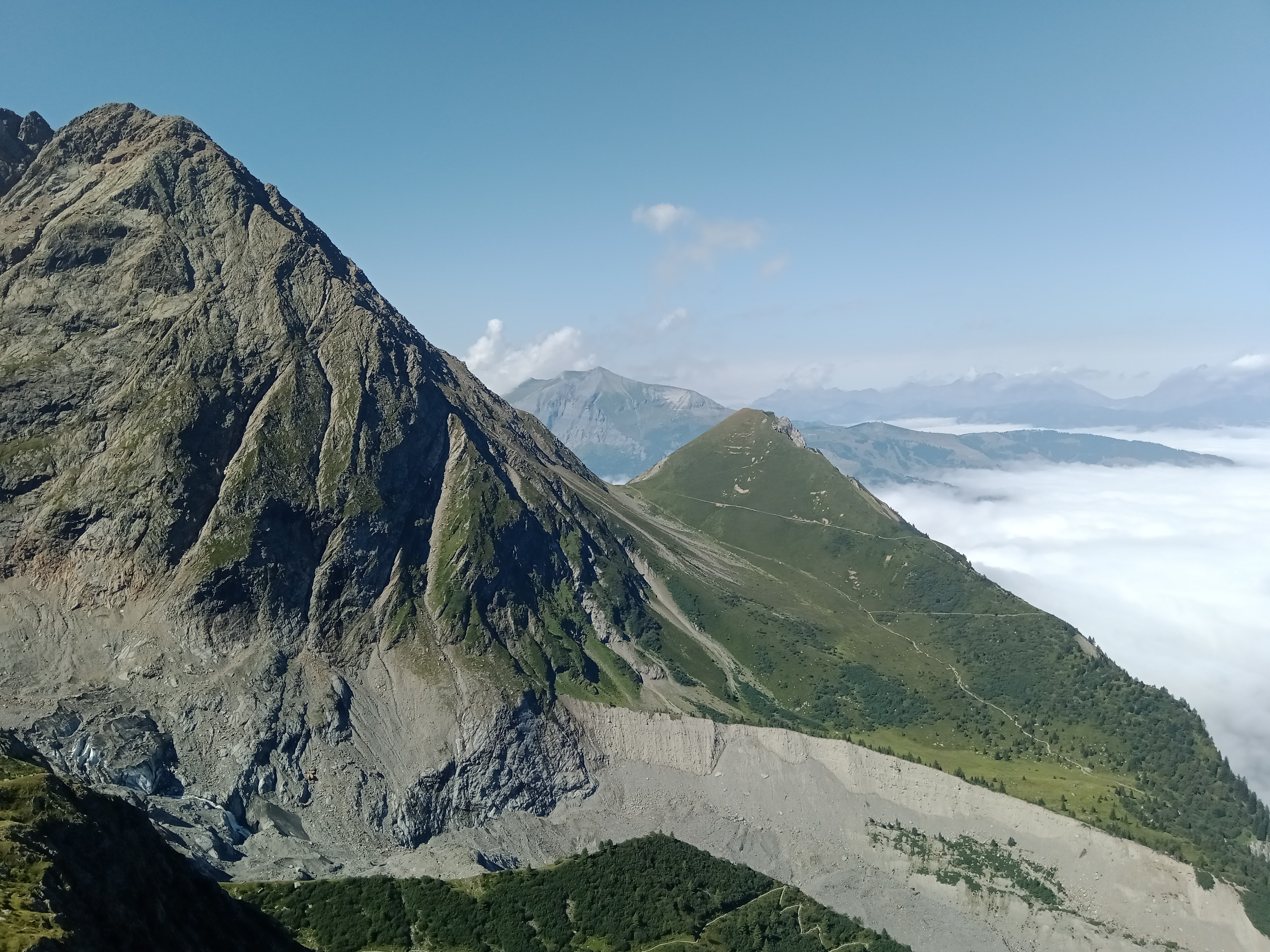
Le col de Tricot encadré par la pointe Inférieure de Tricot à gauche et le mont Vorassay à droite et devant le mont Joly au loin depuis le Nid d'Aigle au nord-est.